# Арсиноитерии
Арсиноитериите (Arsinoitherium) са изчезнал род бозайници, родствени със слоновете, морските крави, даманите, изчезналите дезмостилии, както и с други изчезнали ембритоподи. Тези носорогоподобни тревопасни животни са живели в края на еоцена и ранния олигоцен в Северна Африка преди 36 – 27 милиона години. Обитавали са области с тропически гори и около мангрови блата. Един новооткрит вид, Arsinoitherium giganteum, е живял в Етиопия преди около 27 милиона години.

## Описание
Арсиноитерият донякъде е приличал на съвременен носорог. Имал е дължина около 3 m и височина в холката около 1,8 m. Най-забележимата особеност на арсиноитерия е двойката огромни и подобни на ножове рога с вътрешност от твърда кост, издигащи се над носа и втора двойка малки, като копчета рога разположени непосредствено зад по-големите рога. Скелетът е здрав, но показва, че той е произлязъл от пригоден за бягане прародител, и че животното е било в състояние да бяга, ако му се наложи, подобно на съвременните слонове и носорози. Костите на крайниците му също така показват, че краката на животното са били подобни по-скоро на тези на слоновете (като са завършвали със стъпало с пет пръста), отколкото на тези на носорозите. Арсиноитерия има пълен комплект от 44 зъба, което е характерно за примитивни плацентни бозайници. Големите размери и яката конструкция на арсиноитерия в значителна степен са го защитавали от хищници. Въпреки това, креодонтите вероятно са ловували по-млади или немощни индивиди.